# Пјана II (Беневенто)
Пјана II је насеље у Италији у округу Беневенто, региону Кампанија.
Према процени из 2011. у насељу је живело 1 становника. Насеље се налази на надморској висини од 81 м.